# Йохан фон Щраленберг
Йохан фон Щраленберг (на немски: Johann von Stralenberg; † 25 август 1408) е господар на Щраленберг. Резиденцията му е замъка Щраленбург в Шрисхайм, северно от Хайделберг в Баден-Вюртемберг. Той е последният от род Щраленберги.

## Произход и наследство
Той е син на Зифрид фон Щраленберг († сл. 1368) и съпругата му Елизабет фон и цу Франкенщайн († 1344), дъщеря на Конрад I фон Франкенщайн († сл. 1292) и Ирменгард фон Магенхайм († сл. 1292).
През 1329 г. замъкът Щраленбург и градът Шрисхайм са заложени от Реневарт II (1301 – 1347) на Хартмут фон Кронберг и през 1347 г. e купен от курфюрст Рупрехт I от Пфалц, който купува от баща му през 1357 г. и господството Валдек.

## Фамилия
Йохан фон Щраленберг се жени за Аделхайд фон Цолерн († сл. 16 декември 1415), дъщеря на граф Фридрих IX фон Хоенцолерн († 1377/1379) и графиня Аделхайд фон Хоенберг († сл. 1385). Бракът е бездетен.